# محمد إبراهيم (لاعب كرة قدم بحريني)
محمد إبراهيم لاعب كرة قدم بحريني يلعب حاليا لصالح نادي الدرجة الأولى النجمة البحريني في مركز الظهير الأيسر.